# Papaína
Papaína é uma enzima extraída do mamão (Carica papaya). É usada em testes com imunoglobulinas, e na indústria farmacêutica vem sendo usada associada a um curativo (esparadrapo + gaze) como um acelerador do processo de cicatrização, muito utilizado em tratamentos de úlceras de decúbito. Na culinária é utilizada como amaciante de carnes.

## Propriedades
É uma enzima proteolítica obtida da Carica papaya, com ação proteolítica obtida do látex do mamoeiro. A enzima possui amplo espectro de especificidade, os peptídeos, amidas, ésteres e tioésteres são todos susceptíveis para hidrólise catalítica da papaína. Após a introdução de enzimas proteolíticas como agentes debriadores em processos cirúrgicos, várias enzimas foram ensaiadas como antiinflamatórios; resultados bastante animadores foram registrados com a papaína.

## Indicação
De uso tópico é usada no tratamento da doença de Peyronie por sua ação proteolítica nas bordas das placas fibróticas. Como debridante de tecido necrosado e liquefação de material necrosado em lesões crônicas e agudas como: úlceras de pressão, varicose, úlcera diabética, queimaduras, feridas pós operatórias, feridas traumáticas ou infectadas, deiscência de sutura.

## Mecanismo de Ação
É uma enzima proteolítica obtida do fruto de Carica papaya. Potente digestivo de material morto proteíco. Sua eficácia é aumentada na presença de ativadores que estimulam sua potência digestiva: como a uréia, que desnatura proteínas por ação solvente e desnatura material necrosado permitindo que fique mais susceptível a digestão enzimática. Estudos tem demonstrado que a combinação com uréia é duas vezes mais eficaz que a papaína pura.
Contato com peróxido de hidrogênio ou outro medicamento contendo sais metálicos como prata, mercúrio, chumbo, podem inativar a papaína.

## Contra – indicação
Em pacientes com sensibilidade à substância ou outro componente da formulação.
Efeitos Adversos: Sensação de queimadura. O exsudado liquefeito da digestão enzimática pode irritar a pele.
Lavagens e limpeza freqüente da área ao redor da lesão pode aliviar o desconforto.
Evitar lavar as lesões com peróxido de hidrogênio em solução pois pode inativar a papaína. Usar para lavagem soro fisiológico ou papaína 4 – 6 % em soro fisiológico

## Uso Oral
Auxiliar na digestão de proteínas em pacientes com dispepsia crônica e gastrite.
Foi indicada como nematicida porque a camada externa da cutícula de vários nematóides é constituída por uma queratina resistente às proteases intestinais, mas não a outras enzimas proteolíticas estranhas ao organismo e que, digerindo a queratina, provocam em um segundo a morte dos parasitas.
Dose
120 a 600mg diariamente

## Precauções
Seu mecanismo de ação não está ainda estabelecido, seu emprego como o de todas as enzimas proteolíticas oferece perigo em casos de afecções hepáticas ou renais e durante o tratamento com anticoagulantes.
Podem ocorrer reações alérgicas.

## Referência Bibliográfica
Batistuzzo, J. A. O; Itaya, M; Eto, Yukiko – Formulário médico farmacêutico – 2º edição – SP – Tecnopress, 2.002.